# Nicholas McGegan
Nicholas McGegan (* 14. Januar 1950 in Sawbridgeworth/Hertfordshire) ist ein englischer Dirigent, Cembalist, Pianist und Flötist.

## Leben
McGegan studierte bis 1968 Klavier am Trinity College of Music in London und daneben Barockflöte und setzte sein Studium der Musik und Musikwissenschaft am Corpus Chirsti College in Cambridge (Bachelor 1972) und am Magdalen College in Oxford (Master 1976) fort. Am Royal College of Music in London unterrichtete er von 1973 bis 1979 Barockflöte, von 1975 bis 1979 Musikgeschichte und leitete von 1973 bis 1980 den Fachbereich Alte Musik. Von 1979 bis 1985 war er Artist in Residence an der Washington University in St. Louis.
1985 übernahm er die Leitung des Philharmonia Baroque Orchestra (PBO) in San Francisco, die er bis 2001 innehatte. Mit dem Orchester führte er u. a. Georg Friedrich Händels Oper Arianna in Creta und sein Ballett Terpsichora bei den Internationalen Händel-Festspielen Göttingen 1999 auf und spielte die erste Aufnahme des Oratoriums Susanna ein. Für seine Tätigkeit als künstlerischer Leiter der Göttinger Händelfestspiele von 1991 bis 2011 zeichnete ihn Göttingens Oberbürgermeister Wolfgang Meyer 2011 mit der Ehrenmedaille der Stadt aus.
Mit dem von ihm 1992 gegründeten Kammermusikensemble The Acardian Academy spezialisierte sich McGegan auf die italienische Musik des 17. und 18. Jahrhunderts. Er tourte mit dem Ensemble durch die USA und Europa und nahm als erstes Album Kantaten Alessandro Scarlattis mit der Sopranistin Christine Brandes auf, das von dem Musikmagazin Gramophone als Aufnahme des Monats ausgezeichnet und als Editor’s Choice ausgewählt wurde. Ein zweites Album mit Kantaten Scarlattis mit dem Countertenor David Daniels erschien 1988. Zwei Alben mit Nicola Matteis’ Ayres for the Violin  gewannen jeweils einen Diapason d’or.
Am Royal Opera House debütierte McGegan 1997 als Dirigent von Mark Morris’ Produktion der Oper Platée von Jean-Philippe Rameau. 1998 nahm er mit dem Orchester des Royal Opera House die CD The Mozart Experience auf. 2000 dirigierte er die Aufführung von Mozarts Oper La clemenza di Tito (u. a. mit Vesselina Kazarova). 
Als Gastdirigent trat McGegan mit den namhaftesten Sinfonieorchestern der USA, Kanadas und Australiens, mit der Academy of St Martin in the Fields, dem Orchestra of the Age of Enlightenment, dem Jerusalem Symphony Orchestra, dem Orchestre de la Suisse Romande und anderen auf. Von 1992 bis 1998 war er Erster Gastdirigent der Scottish Opera, von 1993 bis 1995 Chefdirigent am Schlosstheater Drottningholm. Seine mehr als 100 Einspielungen umfassen Opern, Orchester- und Kammermusik. 2010 wurde er als Officer des Order of the British Empire ausgezeichnet.